# Jahangirabad
Jahangirabad é uma cidade  no distrito de Bulandshahr, no estado indiano de Uttar Pradesh.

## Geografia
Jahangirabad está localizada a 25° 26′ N, 81° 52′ L. Tem uma altitude média de 68 metros (223 pés).

## Demografia
Segundo o censo de 2001, Jahangirabad tinha uma população de 51,369 habitantes. Os indivíduos do sexo masculino constituem 53% da população e os do sexo feminino 47%. Jahangirabad tem uma taxa de literacia de 51%, inferior à média nacional de 59.5%: a literacia no sexo masculino é de 61% e no sexo feminino é de 39%. Em Jahangirabad, 17% da população está abaixo dos 6 anos de idade.